# 마쓰다 CX-80
마쓰다 CX-80(영어: Mazda CX-80)은 일본의 자동차 제조업체인 마쓰다에서 생산 중인 3열 좌석이 장착된 중형 크로스오버 SUV이다. 5인승의 CX-60을 기반으로 한 CX-80은 대형 SUV로 분류되는 세로형 엔진 레이아웃을 갖춘 마쓰다의 후륜 및 4륜구동을 사용하는 네 번째 차량이다. CX-60과 동일한 파워트레인에는 플러그인 하이브리드가 포함되어 있다.
유럽, 오스트레일리아, 아시아에서 판매되고, 북미에서는 차체가 더 넓은 CX-90이 출시되었다.